# Feivelis Šmorgons
Feivelis Šmorgons (auch Feiwel Schmorgon; * 9. Oktoberjul. / 22. Oktober 1919greg. in Tartu; † unbekannt) war ein lettisch-estnischer Fußballspieler.

## Karriere und Leben
Feivelis Šmorgons wurde im Jahr 1919 im estnischen Tartu, in die Familie von Schneier Salman (1876–1941) und seiner Frau Zelda (geb. Kata, 1878–1941) geboren. Er war verheiratet mit Esther (geb. Jonela), und in zweiter Ehe mit Lindana (1921–2001).
Šmorgons spielte in seiner Fußballkarriere auf der Position des Mittelfeldspielers und Stürmers. Ab 1936 war Šmorgons für Hakoah Riga in der Virslīga, der höchsten lettischen Spielklasse aktiv. Er debütierte für die Mannschaft im Alter von weniger als 18 Jahren. Er etablierte sich schnell in der Mannschaft und galt als sehr begabt. Nach dem Einmarsch der Roten Armee in Lettland während des Zweiten Weltkriegs war Šmorgons mindestens im Jahr 1941 für Zvaigzne aktiv.
Šmorgons wurde im Verlauf des Zweiten Weltkriegs evakuiert.

## Weblink
- Lebenslauf bei kazhe.lv (lettisch)